# 1869 (joc video)
1869 este un joc video de strategie și economie dezvoltat și lansat de compania austriacă Max Design în 1992.
Muzica a fost compusă de Hannes Seifert pentru placa de sunet Adlib OPL⁠(d).

## Gameplay
Jocul video este jucat prin administrarea unei companii comerciale în timpul epocii de aur a navelor clipper, cumpărând mărfuri într-un port, mutându-le în altul și vânzându-le cu profit. Pasagerii pot fi transportați și pe anumite nave.
Jocul video acceptă până la 4 jucători care, pe rând, dau ordine navelor lor. Dacă există mai mulți jucători, atunci jocul pornește cu o licitație cu un număr de goelete, prețul de pornire fiind mai mic decât cel pentru care pot fi găsite în joc și numărul disponibil este întotdeauna cu unul mai mic decât numărul de jucători.
Venituri suplimentare bonus pot fi câștigate din blocade navale, transportul de ceai în Anglia sau livrarea prioritară a mărfurilor.